# Caroy
Caroy (oficialmente y en gallego: Santiago de Caroi) es una parroquia del municipio de Cerdedo-Cotobade, en la comarca de Tabeirós - Tierra de Montes, provincia de Pontevedra, Galicia, España.